# 重庆市九龙坡区第一实验小学
重庆市九龙坡区第一实验小学创办于1998年9月。现址位于中华人民共和国重庆市九龙坡区西郊三村杨渡小区旁边，是国家教育质量管理示范基地、重庆市示范小学。
校训为说阳光的话，办阳光的事，做阳光的人。
现任校长是陈光培。